# Комбло
Комбло (фр. Comblot) насеље је и општина у северној Француској у региону Доња Нормандија, у департману Орн која припада префектури Мортањ о Перш.
По подацима из 2011. године у општини је живело 72 становника, а густина насељености је износила 16,71 становника/km². Општина се простире на површини од 4,31 km². Налази се на средњој надморској висини од 156 метара (максималној 177 m, а минималној 139 m).

## Демографија
| 1962. | 1968. | 1975. | 1982. | 1990. | 1999. | 2011. |
| ----- | ----- | ----- | ----- | ----- | ----- | ----- |
| 96    | 100   | 78    | 77    | 65    | 68    | 72    |

График промене броја становника у току последњих година